# رزیف صدیق
رزیف صدیق (انگلیسی: Razif Sidek؛ زادهٔ ۲۹ مهٔ ۱۹۶۲) بدمینتون‌باز سابق اهل مالزی است.